# NGC 134
NGC 134 (другие обозначения — PGC 1851, ESO 350-23, MCG −6-2-12, AM 0027-333, IRAS00278-3331) — яркая галактика южного полушария неба, располагающаяся в созвездии Скульптора недалеко от звезды η Скульптора, видимая почти с ребра. Этот объект входит в число перечисленных в оригинальной редакции «Нового общего каталога».
NGC 134 является спиральной галактикой с перемычкой (тип SBbc) и располагается на расстоянии 60 миллионов световых лет.
Диск галактики несимметричен и деформирован — один конец диска загнут вверх, а другой — вниз. Деформации дисков галактик не редки и обычно являются результатом гравитационного взаимодействия между галактиками.
Входит в группу NGC 134 — небольшую группу галактик, состоящую из 7 членов, принадлежащую скоплению Девы.
В галактике вспыхнула сверхновая SN 2009gj типа IIb, её пиковая видимая звездная величина составила 15,9.
Галактика NGC 134 входит в состав группы галактик NGC 134. Помимо NGC 134 в группу также входят NGC 115, NGC 131, IC 1555, NGC 148, ESO 410-18 и NGC 150.